# Waléran Ier de Luxembourg-Ligny
Waléran Ier ou Walram Ier de Luxembourg, tué à Worringen le 5 juin 1288, fut seigneur de Ligny, de Roussy et de Beaurevoir de 1281 à 1288. Il était fils d'Henri V, comte de Luxembourg, et de Marguerite de Bar.
Waléran fut co-régent, avec son frère aîné Henri, des comtés de Luxembourg, Arlon et Laroche à deux reprises. La première fois, vers 1266, lors de la captivité de son père après la bataille de Prény, en représailles les deux frères ravageairent les territoires frontaliers de l'évêché de Metz et du comté de Bar. Les deux frères furent de nouveau régents des comtés lors de la participation de leur père à la huitième et neuvième croisade.
Tandis que son frère Henri VI suivait leur père en tant que comte de Luxembourg, Waleran Ier est considéré être le fondateur d'une nouvelle branche de la maison de Luxembourg, appelée de Luxembourg-Ligny.

## Union et postérité
Il épousa Jeanne, fille de Jean de Beaurevoir, et eut :
- Henri II (†1302), seigneur de Ligny, de Roussy et de Beaurevoir ;
- Waléran II (1275 † 1354), seigneur de Ligny, de Roussy et de Beaurevoir ;
- Marie († 1337), mariée à Jean de Ghistelles († 1346 à Crécy) ;
- Marguerite, nonne ;
- Philipotte ;
- Elizabeth.

## Littérature
- Waleran de Luxembourg est aussi appelé Waleran de Ligny par Jacques Bretel : c'est l'une des grandes figures du Tournoi de Chauvency.